# Ernst Holtzmann

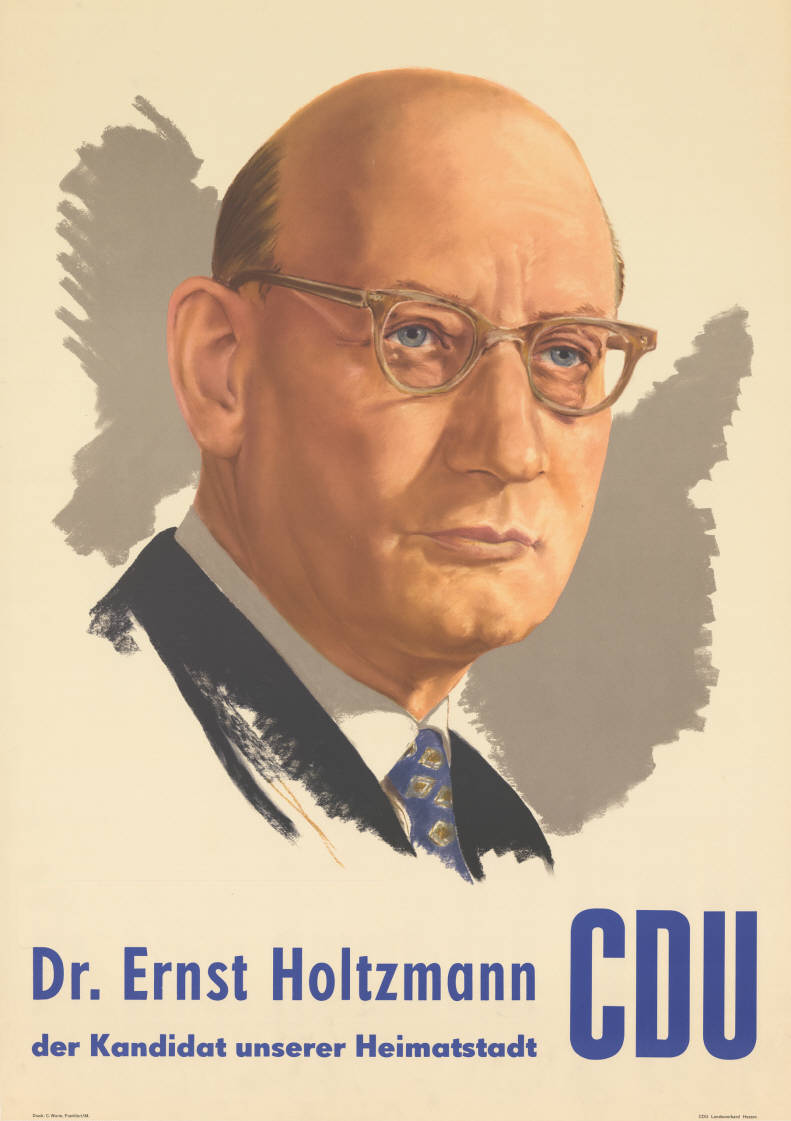
Ernst Holtzmann auf einem Wahlplakat zur Landtagswahl in Hessen 1958

Ernst Holtzmann (* 21. November 1902 in Gießen; † 14. Juli 1996 in Darmstadt) war ein hessischer Politiker (CDU) und Abgeordneter des Hessischen Landtags.

## Leben
Ernst Holtzmann war der Sohn des Theologen Oskar Holtzmann. Er studierte nach dem Abitur im Jahre 1921 Rechtswissenschaften und Staatswissenschaften in Gießen und München und schloss das Studium 1928 mit dem Staatsexamen und 1930 mit der Promotion zum Dr. Jur. ab. Er war Mitglied der Studentenverbindung Akademische Gesellschaft Das Kloster Gießen.
1928 bis 1941 arbeitete er in der Stadtverwaltung Darmstadt und leistete 1941 bis 1945 seinen Kriegsdienst. Am 12. November 1939 beantragte er die Aufnahme in die NSDAP und wurde zum 1. Juni 1940 aufgenommen (Mitgliedsnummer 7.655.333). 1945 bis 1947 arbeitete er als Rechtsanwalt und wurde 1948 Stadtrechtsrat in Darmstadt. Der Waldliebhaber hat einige seiner Zeichnungen in kleinen Bänden herausgegeben.
Ernst Holtzmann war Mitglied der CDU. Seit dem 1. Dezember 1954 war er Mitglied des hessischen Landtags. Am 30. November 1966 schied er aus dem Landtag aus. Vom Juni 1962 bis zum November 1967 war er Bürgermeister von Darmstadt. 1964 war er Mitglied der 4. Bundesversammlung.
1955 zählte Holtzmann zu den Erstunterzeichnern bei der Gründung der Gesellschaft für christlich-jüdische Zusammenarbeit (im DKR) in Darmstadt. In der Evangelischen Kirche in Hessen und Nassau (EKHN) war er in der Kirchensynode tätig. Bis 1988 wirkte er als langjähriger, ehrenamtlicher Vorstand des Hessischen Diakonievereins.
1968 wurde er mit dem Großen Verdienstkreuz der Bundesrepublik Deutschland ausgezeichnet.

## Schriften und Werke
- Das hessische Baurecht und der Artikel 153 der Reichsverfassung vom 11. August 1919. Sachs, Darmstadt 1930.
- Eine Erwiderung [zur Wildenburg bei Amorbach]. In: Unter der Dorflinde im Odenwald; Höchst, Odw., 36 (1954),5/6, S. 76–77. ISSN 1437-6725
- Der Weg zur Deutschen Gemeindeordnung vom 30. Januar. In: ZfP, Zeitschrift für Politik, Bd. 12, 4 (1965), S. 356–366.
- Italienische Impressionen, Erlebtes und Erträumtes. Roether, Darmstadt 1980.
- Darmstädter Waldbrünnchen. Text von Carlo Schneider. Garuda, Darmstadt 1986. ISBN 3-921019-40-0
- Darmstädter Wald-Tempel. [Hrsg. von der Schutzgemeinschaft Deutscher Wald, Kreisverband Darmstadt-Dieburg] Garuda, Darmstadt 1989. ISBN 3-921019-43-5